# Hành lang Đông Bắc

Hành lang Đông Bắc (xanh biển) và một tuyến thay thế đi qua kênh đào Suez (đỏ)

Hành lang Đông Bắc theo quan điểm châu Âu và Đại Tây Dương, là tuyến tàu biển đến Thái Bình Dương, dọc theo các bờ Bắc Cực của Na Uy và Nga. Tuyến đường tây qua các đảo của Canada tương ứng được gọi là hành lang Tây Bắc.
Hành lang Đông Bắc đi qua (từ tây sang đông) Biển Barents, Biển Kara, Biển Laptev, Biển Đông Siberi và Biển Chukchi, và nó bao gồm Tuyến đường biển phía Bắc. Tuyến đường biển phía Bắc là một phần của Hành lang Đông Bắc; nó được định nghĩa trong luật của Nga và không bao gồm biển Barents và do đó không tiếp cận Đại Tây Dương. Tuy nhiên, vì tuyến đường biển Đông tuyến đường biển Bắc có sự trùng lặp đáng kể so với phần lớn Hành lang Đông Bắc, nên đôi khi thuật ngữ tuyến đường biển Đông Bắc đã được sử dụng để chỉ toàn bộ Đoạn đường Đông Bắc. Thực tiễn này gây ra sự nhầm lẫn trong việc hiểu các chi tiết cụ thể của cả thủ tục hàng hải và quyền tài phán.
Hành lang Đông Bắc là một trong số các tuyến đường hàng hải ở Bắc Cực, những con đường khác là Con đường Tây Bắc (đi qua Quần đảo Bắc Cực thuộc Canada và bờ biển Alaska) và Con đường Xuyên Cực (đi qua Bắc Cực).
Hành lang hoàn chỉnh đầu tiên được xác nhận, từ tây sang đông, được thực hiện bởi nhà thám hiểm Thụy Điển Phần Lan Adolf Erik Nordenskiöld, với con tàu Thụy Điển  Vega  1878–79 được hỗ trợ bởi sự tài trợ của nhà vua Oscar II của Thụy Điển. Nordenskiöld buộc phải vào mùa đông chỉ cách eo biển Bering vài ngày đi thuyền do băng đóng.